# Markus Zberg
Markus Zberg (Altdorf, 27 juni 1974) is een Zwitsers voormalig wielrenner. Hij is een jongere broer van Beat Zberg. Zberg won in zijn carrière onder meer twee etappes in de Ronde van Spanje en tweemaal het Zwitsers wegkampioenschap. Hij zette een punt achter zijn carrière na een zware val in de Ronde van de Ain in 2009.

## Belangrijkste overwinningen
1991
 Zwitsers kampioen op de weg, Junioren
1992
 Zwitsers kampioen op de weg, Junioren
 Zwitsers kampioen klimmen, Junioren
1995
1e etappe Ronde van Normandië
1996
5e etappe GP Tell
1997
7e etappe Ronde van Polen
Puntenklassement Ronde van Polen
1998
6e etappe Wielerweek van Bergamo
Ronde van Bern
3e etappe Ronde van Zwitserland
1e en 22e etappe Ronde van Spanje
Stausee-Rundfahrt Klingnau
1999
Jongerenklassement Ronde van Zwitserland
4e etappe Ronde van Oostenrijk
Milaan-Turijn
2000
 Zwitsers kampioen op de weg, Elite
2001
3e etappe Tirreno-Adriatico
Rund um den Henninger-Turm
2006
7e etappe Parijs-Nice
2008
 Zwitsers kampioen op de weg, Elite

## Resultaten in voornaamste wedstrijden
| Jaar | Ronde van Italië | Ronde van Frankrijk | Ronde van Spanje |
| ---- | ---------------- | ------------------- | ---------------- |
| 1996 |                  |                     |                  |
| 1997 |                  |                     |                  |
| 1998 |                  |                     | 57e (2)          |
| 1999 |                  |                     | 30e              |
| 2000 |                  | 68e                 |                  |
| 2001 |                  |                     | opgave           |
| 2002 |                  |                     |                  |
| 2003 |                  | 92e                 |                  |
| 2004 |                  |                     |                  |
| 2005 |                  |                     |                  |
| 2006 |                  |                     |                  |
| 2007 |                  |                     |                  |
| 2008 |                  |                     |                  |

| Jaar | Milaan-San Remo | Gent-Wevelgem | Ronde van Vlaanderen | Amstel Gold Race | Luik-Bast.‑Luik | Ronde van Lombardije | Rund um den Henninger-Turm | Waalse Pijl | Bretagne Classic |  | WK op de weg |  | Wereldranglijsten |
| ---- | --------------- | ------------- | -------------------- | ---------------- | --------------- | -------------------- | -------------------------- | ----------- | ---------------- |  | ------------ |  | ----------------- |
| 1996 |                 | 79e           | 89e                  |                  |                 |                      |                            |             |                  |  |              |  |                   |
| 1997 | 79e             |               |                      |                  |                 | 36e                  | 32e                        |             | 24e              |  |              |  |                   |
| 1998 |                 |               |                      |                  |                 | 8e                   |                            |             |                  |  | opgave       |  |                   |
| 1999 | 13e             |               | 6e                   | 7e               | 7e              | 6e                   |                            | 46e         | ↑                |  | ↑            |  | 5e (UWB)          |
| 2000 | 14e             |               | 10e                  | ↑                | 14e             |                      |                            | 36e         | 14e              |  | 49e          |  | 14e (UWB)         |
| 2001 | 8e              |               | 22e                  | 4e               | 9e              |                      | Goud                       | 44e         | 22e              |  |              |  | 13e (UWB)         |
| 2002 | ↑               |               | 25e                  | opgave           | 54e             |                      |                            | 32e         | 83e              |  |              |  | 19e (UWB)         |
| 2003 | 13e             |               | opgave               | opgave           | 57e             | 24e                  | 7e                         |             | 53e              |  |              |  |                   |
| 2004 | 18e             |               | opgave               | 40e              | 21e             |                      | 8e                         | 9e          |                  |  | opgave       |  | 16e (UWB)         |
| 2005 | 108e            |               | 32e                  | 41e              | opgave          | 70e                  | Brons                      | 37e         | 6e               |  | 98e          |  | 95e (UPT)         |
| 2006 | 17e             |               | 29e                  | 80e              | opgave          |                      |                            |             |                  |  |              |  | 175e (UPT)        |
| 2007 |                 |               |                      | 116e             | opgave          |                      | 14e                        |             |                  |  |              |  |                   |
| 2008 |                 |               |                      | 61e              |                 |                      |                            |             | 57e              |  | opgave       |  | 97e (UPT)         |

## Ploegen
- 1996 –  Carrera Jeans
- 1997 –  Mercatone Uno
- 1998 –  Post Swiss Team
- 1999 –  Rabobank
- 2000 –  Rabobank
- 2001 –  Rabobank
- 2002 –  Rabobank
- 2003 –  Gerolsteiner
- 2004 –  Gerolsteiner
- 2005 –  Gerolsteiner
- 2006 –  Gerolsteiner
- 2007 –  Gerolsteiner
- 2008 –  Gerolsteiner
- 2009 –  BMC Racing Team